# Cerdon (Ain)
Cerdon és un municipi francès situat al departament de l'Ain i a la regió d'Alvèrnia-Roine-Alps. L'any 2007 tenia 779 habitants.

## Demografia

### Població
El 2007 la població de fet de Cerdon era de 779 persones. Hi havia 293 famílies de les quals 87 eren unipersonals (29 homes vivint sols i 58 dones vivint soles), 86 parelles sense fills, 99 parelles amb fills i 21 famílies monoparentals amb fills.
La població ha evolucionat segons el següent gràfic:
Habitants censats

### Habitatges
El 2007 hi havia 417 habitatges, 305 eren l'habitatge principal de la família, 37 eren segones residències i 75 estaven desocupats. 371 eren cases i 46 eren apartaments. Dels 305 habitatges principals, 218 estaven ocupats pels seus propietaris, 74 estaven llogats i ocupats pels llogaters i 13 estaven cedits a títol gratuït; 1 tenia una cambra, 16 en tenien dues, 47 en tenien tres, 103 en tenien quatre i 138 en tenien cinc o més. 228 habitatges disposaven pel capbaix d'una plaça de pàrquing. A 136 habitatges hi havia un automòbil i a 128 n'hi havia dos o més.

### Piràmide de població
La piràmide de població per edats i sexe el 2009 era:
| Homes | Edats   | Dones |
| ----- | ------- | ----- |
| 0     | 95 o +  | 4     |
| 8     | 90 a 94 | 0     |
| 8     | 85 a 89 | 28    |
| 8     | 80 a 84 | 4     |
| 28    | 75 a 79 | 16    |
| 4     | 70 a 74 | 40    |
| 16    | 65 a 69 | 8     |
| 12    | 60 a 64 | 12    |
| 12    | 55 a 59 | 16    |
| 24    | 50 a 54 | 20    |
| 28    | 45 a 49 | 16    |
| 20    | 40 a 44 | 28    |
| 16    | 35 a 39 | 20    |
| 20    | 30 a 34 | 28    |
| 16    | 25 a 29 | 20    |
| 16    | 20 a 24 | 4     |
| 32    | 15 a 19 | 20    |
| 20    | 10 a 14 | 0     |
| 16    | 5 a 9   | 24    |
| 16    | 0 a 4   | 20    |

## Economia
El 2007 la població en edat de treballar era de 472 persones, 372 eren actives i 100 eren inactives. De les 372 persones actives 344 estaven ocupades (196 homes i 148 dones) i 27 estaven aturades (7 homes i 20 dones). De les 100 persones inactives 32 estaven jubilades, 23 estaven estudiant i 45 estaven classificades com a «altres inactius».

### Ingressos
El 2009 a Cerdon hi havia 295 unitats fiscals que integraven 678,5 persones, la mediana anual d'ingressos fiscals per persona era de 17.987 €.

### Activitats econòmiques
Dels 34 establiments que hi havia el 2007, 1 era d'una empresa alimentària, 3 d'empreses de fabricació d'altres productes industrials, 6 d'empreses de construcció, 9 d'empreses de comerç i reparació d'automòbils, 2 d'empreses de transport, 5 d'empreses d'hostatgeria i restauració, 1 d'una empresa d'informació i comunicació, 1 d'una empresa financera, 3 d'empreses de serveis, 1 d'una entitat de l'administració pública i 2 d'empreses classificades com a «altres activitats de serveis».
Dels 10 establiments de servei als particulars que hi havia el 2009, 1 era una oficina de correu, 1 guixaire pintor, 1 fusteria, 1 lampisteria, 1 electricista, 1 perruqueria i 4 restaurants.
Dels 2 establiments comercials que hi havia el 2009, 1 era una botiga de menys de 120 m² i 1 una fleca.
L'any 2000 a Cerdon hi havia 31 explotacions agrícoles que ocupaven un total de 75 hectàrees.

## Equipaments sanitaris i escolars
El 2009 hi havia una escola elemental.

## Poblacions més properes
El següent diagrama mostra les poblacions més properes.